# 大腳腿
大腳腿，是臺灣高雄市鳥松區的一個傳統地域名稱，位於該區南部偏東。相較於今日行政區，其範圍大致包括仁美里西南半部不含西北部凸出部分的北半部及西南端、坔埔里南端。
本地區境內主要聚落為大腳腿、外港尾、米香店、國公厝。

## 歷史
台灣日治初期，大腳腿地區為一街庄，稱為「大腳腿庄」（舊制街庄），隸屬於赤山里。該庄昔日北與坔埔庄為鄰，東北邊及東邊與田草埔庄為鄰，南邊為磚仔磘庄，西邊為牛潮埔庄、崎仔腳庄。
1901年（日治明治三十四年）11月11日，全台廢縣廳改設二十廳，該庄隸屬於鳳山廳。1904年（明治三十七年）5月3日，該庄編入「赤山區」，隸屬於鳳山廳。1909年（明治四十二年）10月25日，全台合併二十廳為十二廳，赤山區改隸屬於臺南廳。1920年（大正九年）10月1日，全台地方制度大改正，廢十二廳改設五州二廳，該庄改制為「大腳腿」大字，隸屬於高雄州鳳山郡鳥松庄（新制街庄）。
戰後鳥松庄改制為鳥松鄉，隸屬於高雄縣，大字亦改制為村。1950年（民國39年）10月1日，高、屏分治，鳥松鄉仍隸屬於高雄縣。2010年（民國99年）12月25日，高雄縣、市合併為直轄高雄市，鳥松鄉改制為鳥松區，村亦改制為里。

## 聚落
本地區發展較早的聚落為大腳腿、外港尾、米香店、國公厝，在日治初期的官方地圖上已有記載。

## 交通
區道高60線是鳳山至國公厝的道路，其東側端點（終點）位於本地區東部凸出部分北側的區道高61線轉角路口，由此向西南會經過本地區的國公厝、米香店等聚落。
區道高61線是大竹坑至後庄的道路，經過本地區東部凸出部分。